# 布加拉島
布加拉島是烏干達的島嶼，位於維多利亞湖，由卡蘭加拉區負責管轄，長34公里，面積275平方公里，是該湖第二大島嶼，僅次於坦桑尼亞的烏凱雷豐島。
0°38′19″S 32°18′43″E / 0.63861°S 32.31195°E